# José Vantolrá
José Raymundo Vantolrá Rangel (30 de março de 1943) é um ex-futebolista e técnico de futebol mexicano que atuou toda a carreira no Toluca e competiu na Copa do Mundo FIFA de 1970.
O seu pai, Martí Ventolrà, disputou a Copa do Mundo FIFA de 1934 defendendo a Espanha. Este foi o primeiro caso em que pai e filho jogaram a Copa do Mundo FIFA por países diferentes.